# 7-mands fodbold
7-mands fodbold er en mindre udgave af 11-mands fodbold, hvor både banen, kamplængden og antallet af spillere på banen er mindre. 7-mands fodbold bliver oftest spillet af børn, da de ikke har kræfterne til at spille 11-mands fodbold. Men i stigende omfang anvendes også denne form inden for bl.a. firmaidræt samt i stigende omfang også inden for den organisere idrætsverden, både for oldboys samt i sammenhænge, hvor det kan være svært at samle et fuldt 11-mands hold.
7-mands fodbold spilles med 7 mand på banen fra hvert hold, hvoraf hvert hold har en målmand. Man spiller på en 7-mands bane med idealstørrelsen 65 x 51 meter. Man spiller ofte på tværs af en 11-mands bane. Man bruger 7-mands mål, der har størrelsen 2 x 5 meter. I 7-mands fodbold gælder offside reglen ikke, ligesom der heller ikke er nogen regler om et maksimalt antal udskiftninger i løbet af en kamp. Længden af kampen varierer efter spillernes alder, ligesom der ofte fastsættes specielle kamplængder i forbindelse med lokale stævner og arrangementer med flere kampe på samme dag.
7-mands fodbold er på mange måder med til at øge glæden ved spillet, ikke mindst for spillere med mindre erfaring eller i dårligere kondition. Banen er mindre, og alle – uanset evner – bliver oftere inddraget i spilsituationer end ved 11-mandsfodbold. Derudover bliver der scoret langt flere mål og det er et plus, som ikke mindst spillerne glæder sig over, da det ikke på samme måde som 11-mands fodbold rent umiddelbart har udsigt til at blive en publikumssport der vil kunne tiltrække større tilskuermængder.